# BigDog

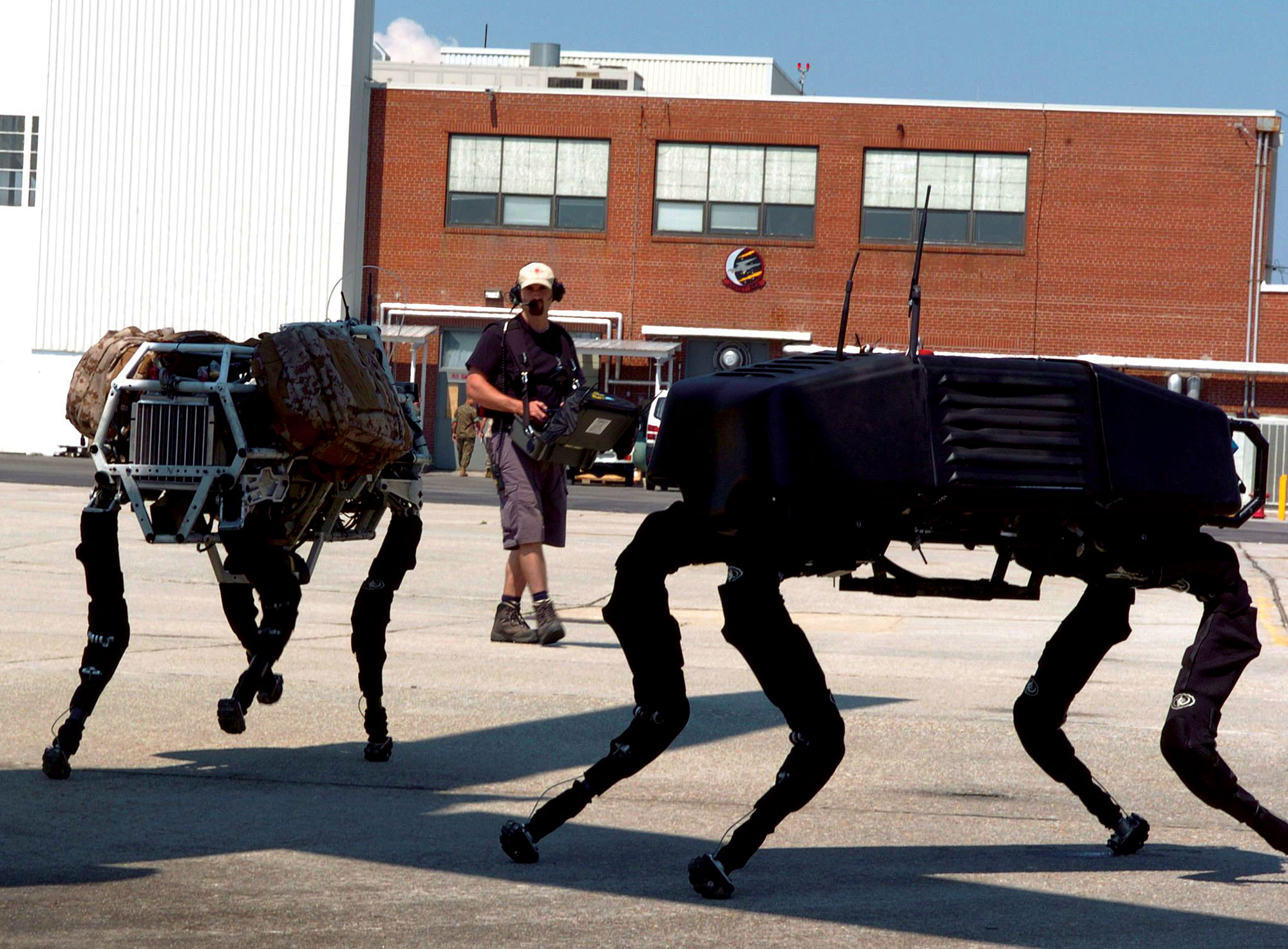
Robots BigDog.

BigDog est un robot quadrupède à l'allure de chien créé en 2005 par la société américaine Boston Dynamics.  Foster-Miller (en), le Jet Propulsion Laboratory et l'université Harvard, la Concord Field Station a également participé à sa création. Il a été financé par la DARPA, l'agence de recherche du département de la Défense des États-Unis. Le projet a été abandonné parce que le moteur à deux temps du robot est extrêmement bruyant sur le terrain.

## Description
BigDog est une sorte de mulet destiné à accompagner les soldats en leur transportant du matériel dans des terrains trop irréguliers pour les véhicules. Il peut également mener des opérations d'observation. Il utilise quatre pattes qui lui permettent de se mouvoir sur un sol impraticable pour des engins ou robots avec des roues. Il mesure 91 cm de long pour 76 cm de haut et pèse 110 kg soit la taille d'une petite mule. Il est capable de traverser un terrain difficile à 6,4 km/h, de porter un chargement de 150 kg et de grimper des pentes de 35°. Il a une autonomie de vingt kilomètres.
Le nom BigDog signifie « gros chien » en anglais (big dog).

## Mobilité
Son déplacement est contrôlé par un ordinateur embarqué qui reçoit des informations de multiples capteurs de l'engin. La navigation et l'équilibre sont aussi gérés par cet ordinateur. Une vidéo diffusée par Boston Dynamics en mars 2008 montre un BigDog capable de se mouvoir dans des terrains enneigés ou verglacés et de se rétablir après avoir été violemment poussé sur le côté.
BigDog est motorisé par un moteur à deux temps à un cylindre, similaire à celui d'un kart, d'une puissance de 15 ch et tournant à 9 000 tours par minute. Le moteur entraîne une pompe hydraulique qui elle-même conduit les actionneurs de jambe. Chaque jambe a 4 actionneurs (deux pour l'articulation de la « hanche », un pour le « genou », et un pour la « cheville ») soit un total de 16. Chaque actionneur comprend un cylindre hydraulique, un servo-distributeur hydraulique, un capteur de position et un capteur de force. 
BigDog utilise une carte PC/104 durcie avec un processeur Pentium 4 tournant sous QNX. BigDog est aussi équipé d'un gyroscope laser et d'un système de vision stéréoscopique.

## Couverture médiatique
Aux États-Unis, BigDog a été présenté à la télévision dans un épisode de Web Junk 20 (qui montre les meilleures vidéos d'Internet). Il a également fait l'objet d'articles dans le New Scientist, le Popular Science, le Popular Mechanics et le Wall Street Journal. 

## Utilisation du BigDog
Au printemps 2009, l'armée américaine a décidé de le tester en conditions réelles en Afghanistan.

## Gallery

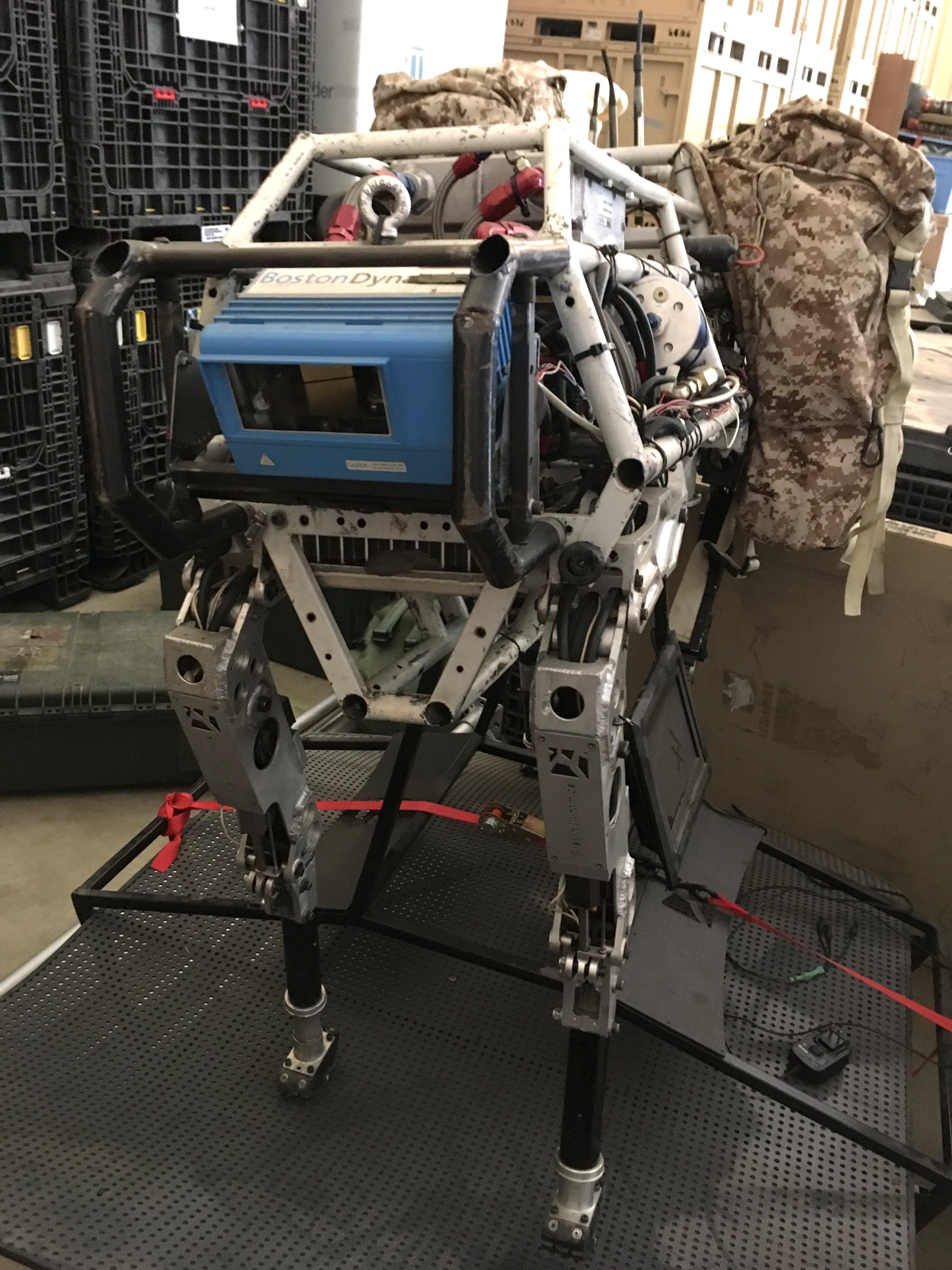
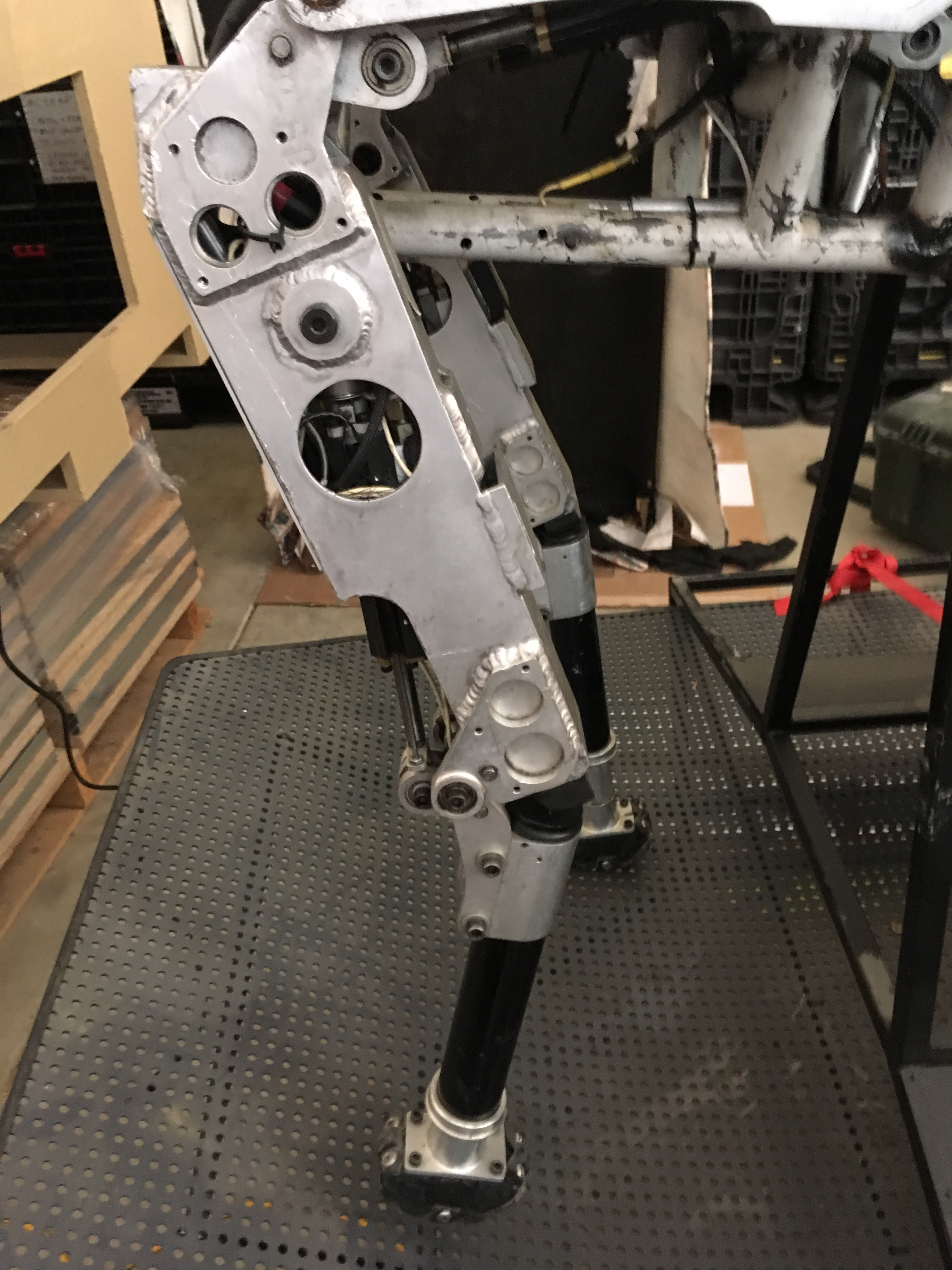
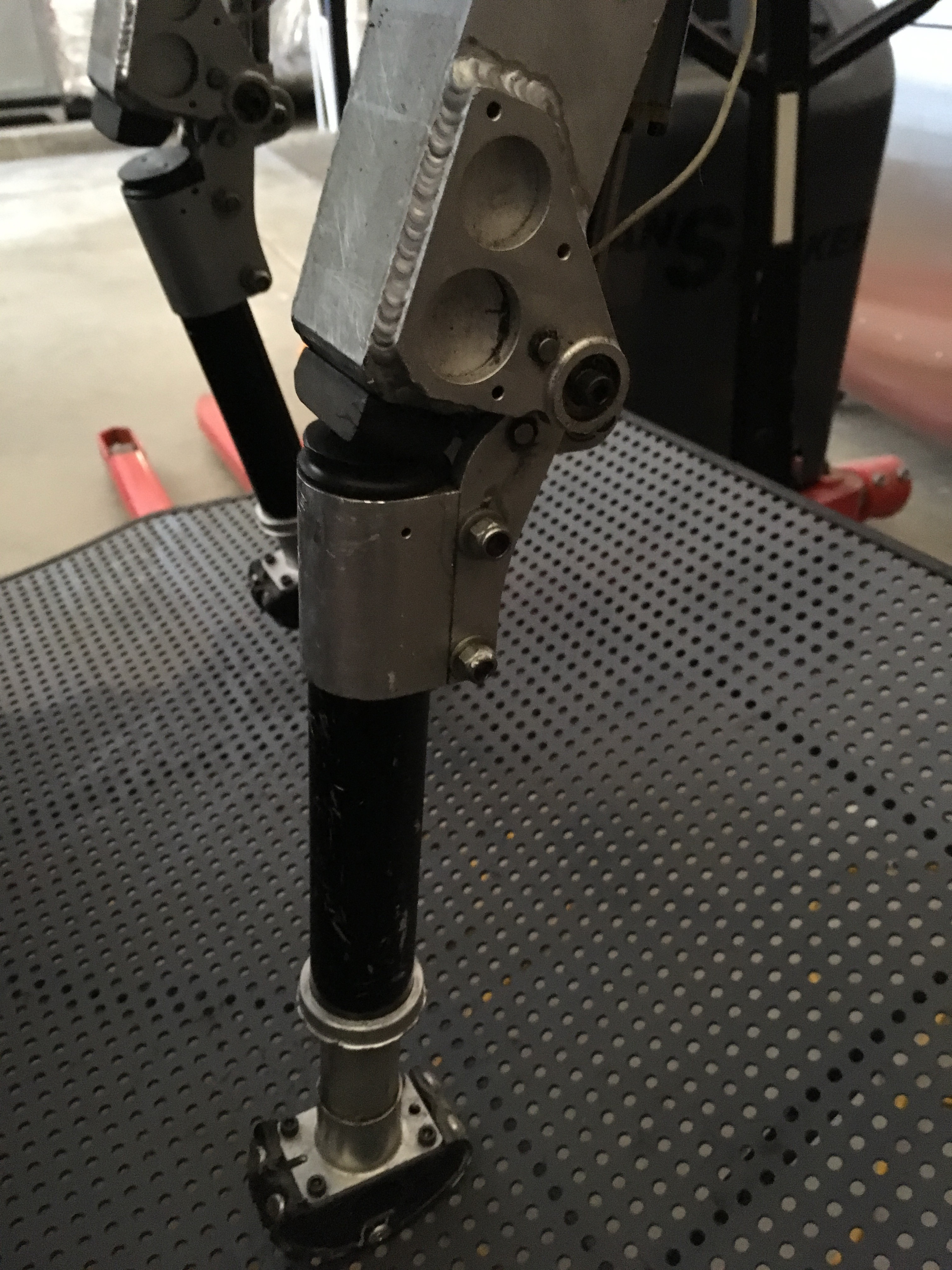
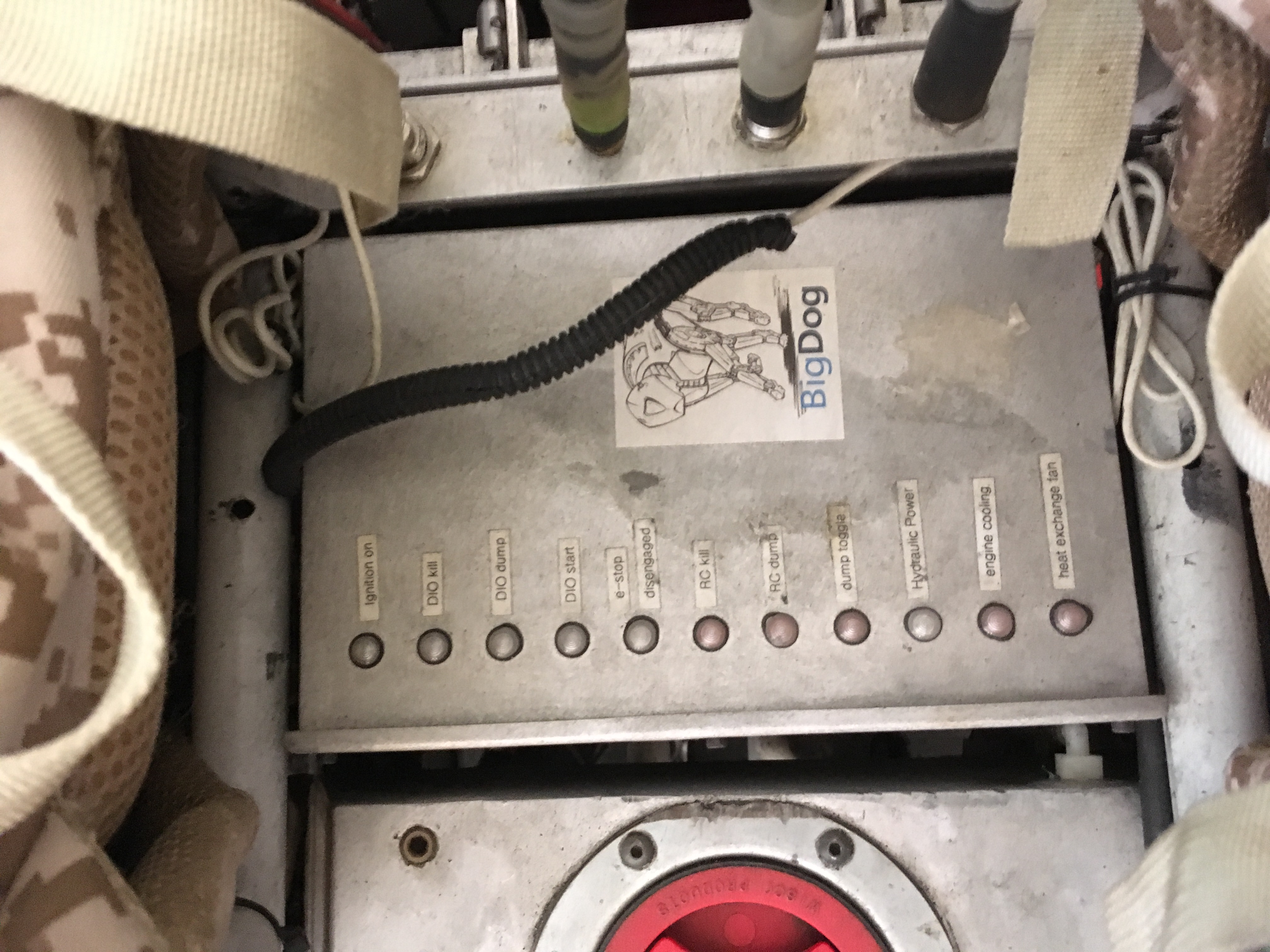
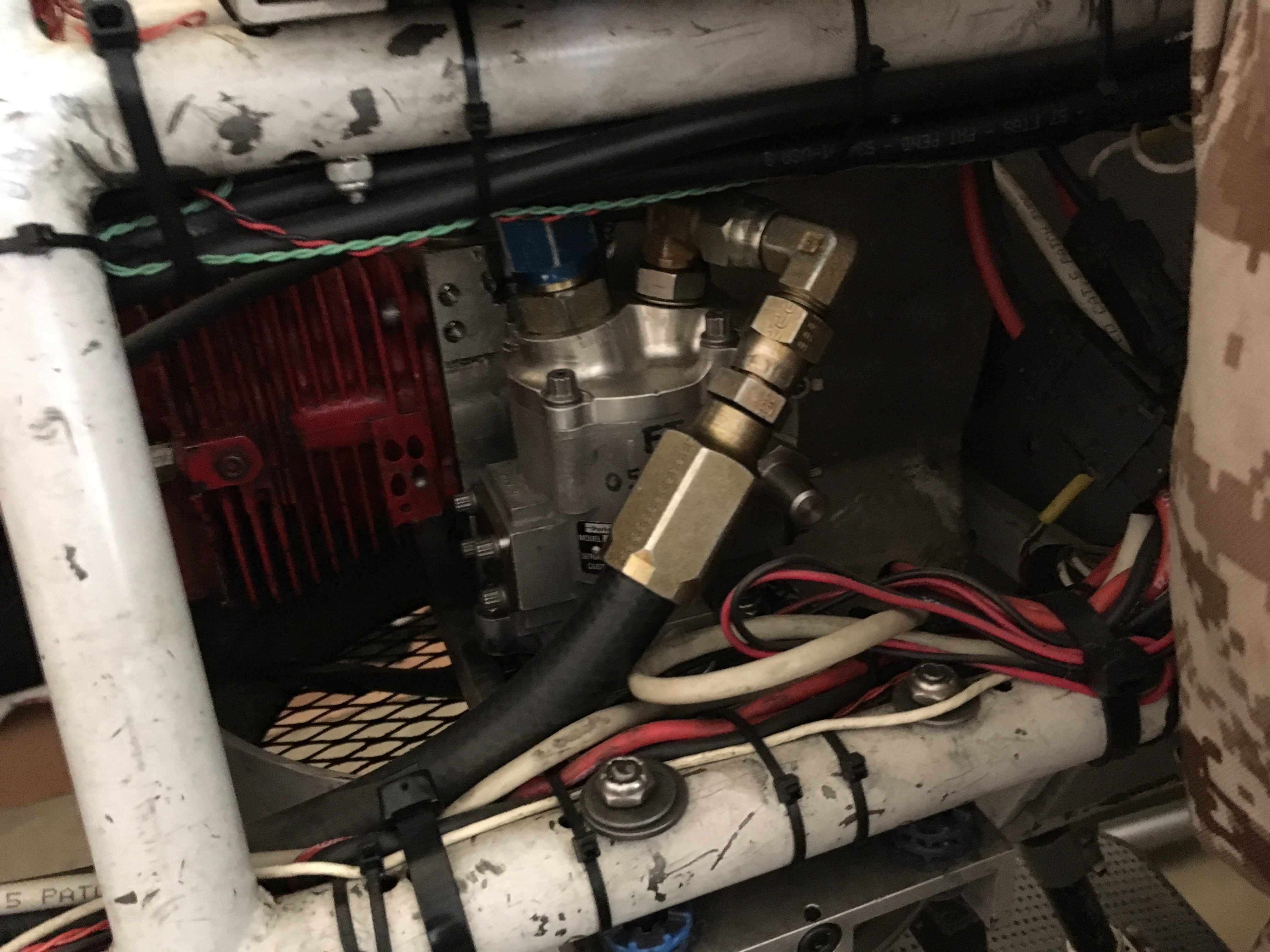
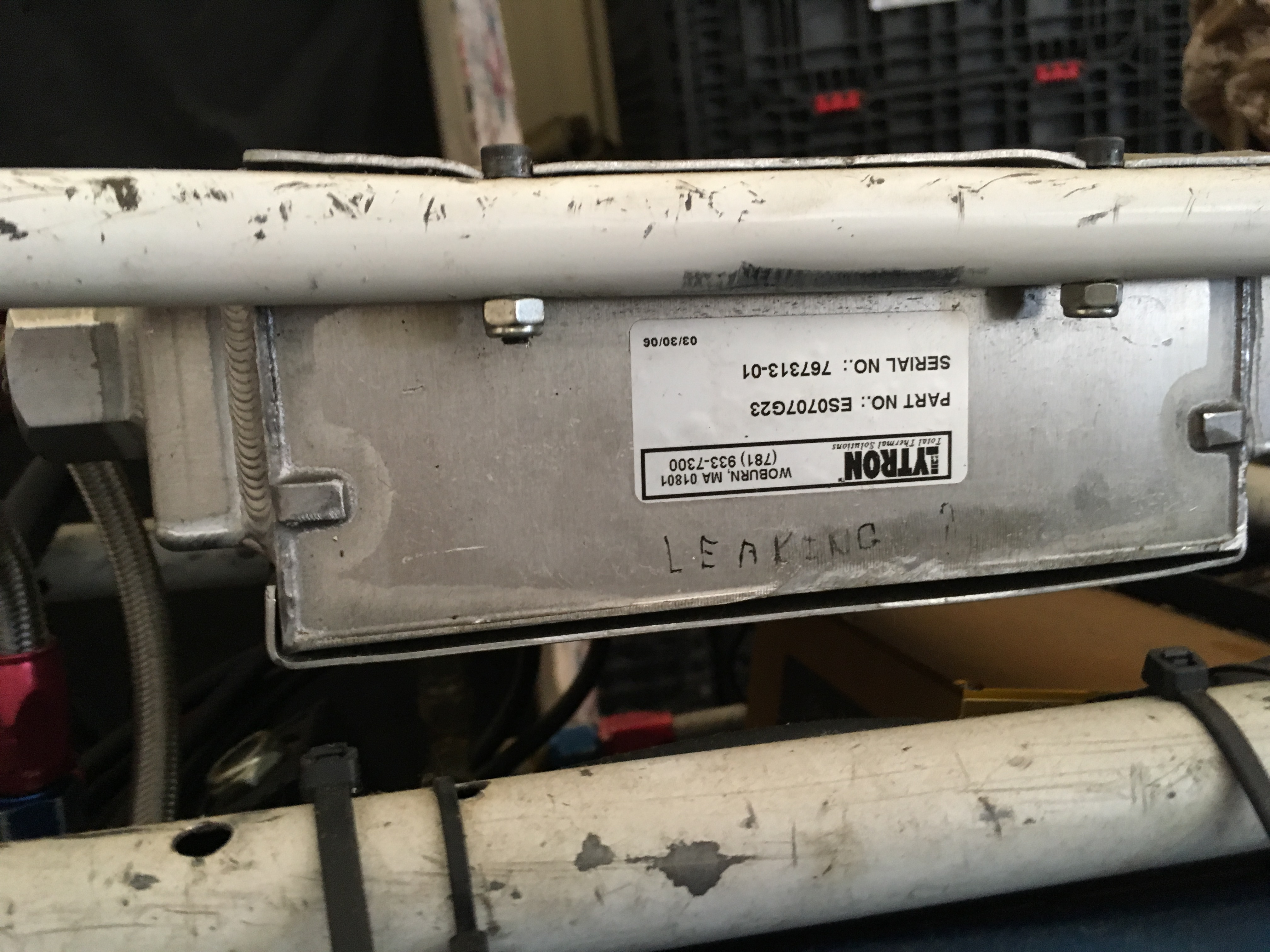
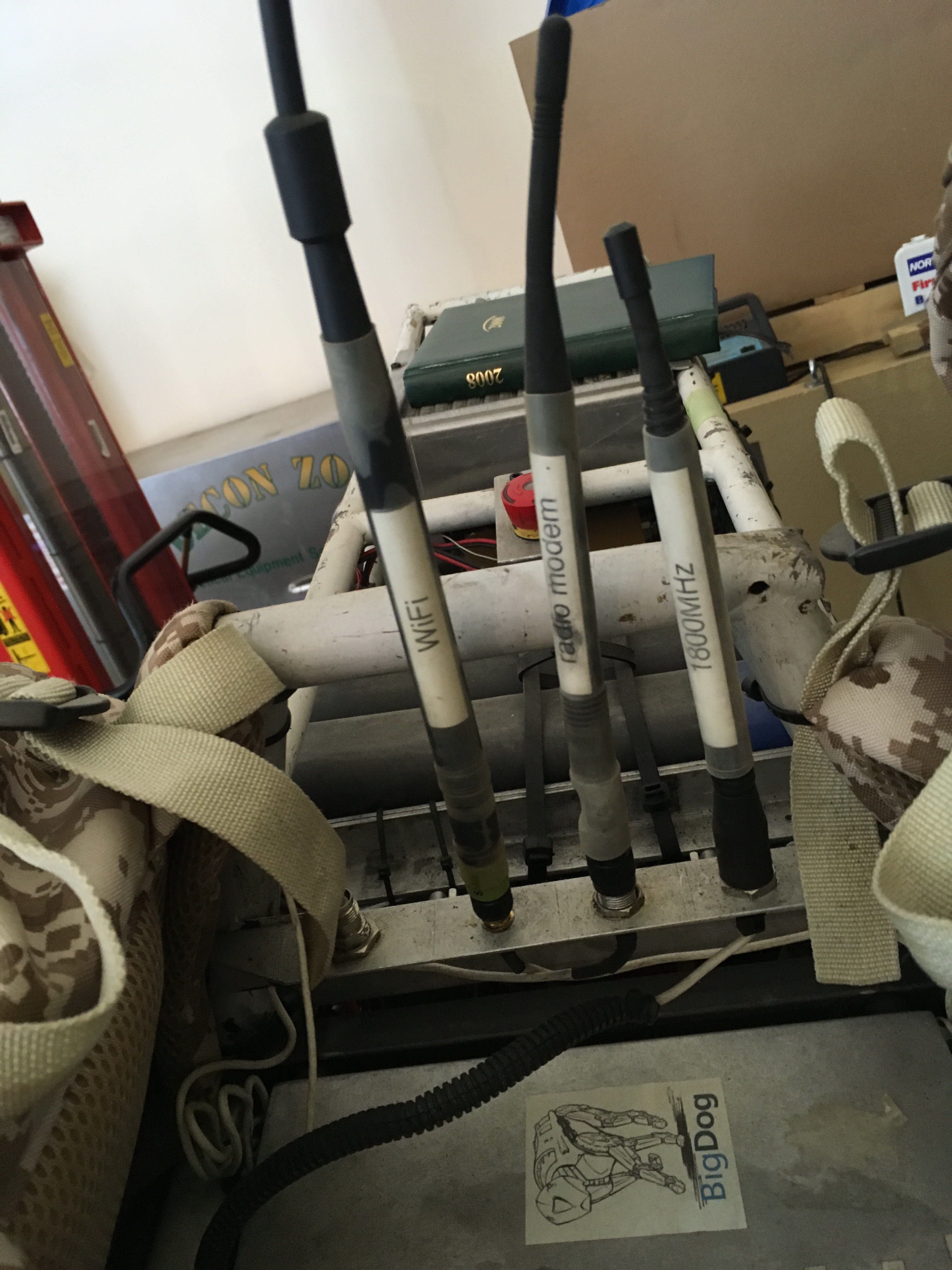
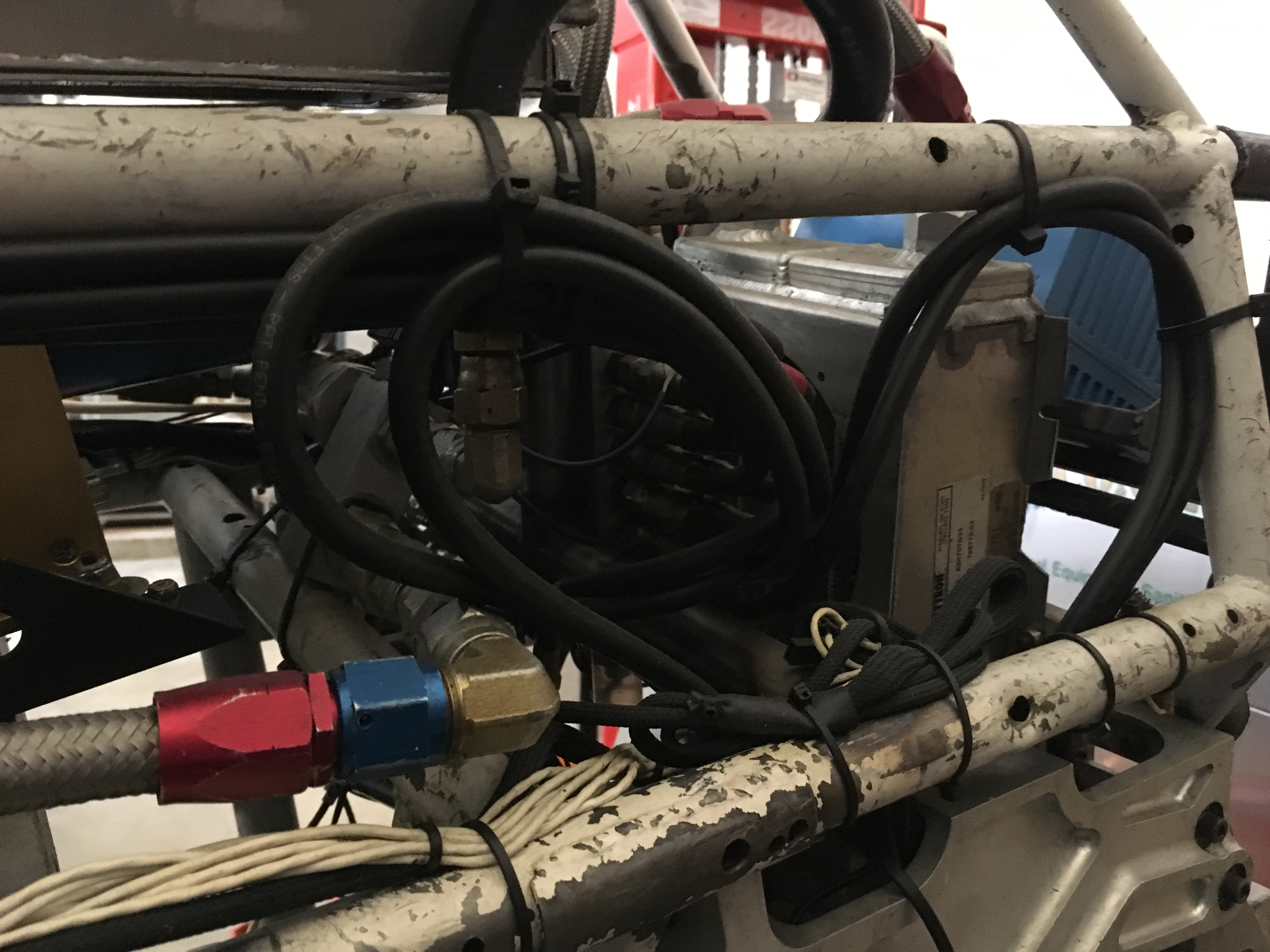
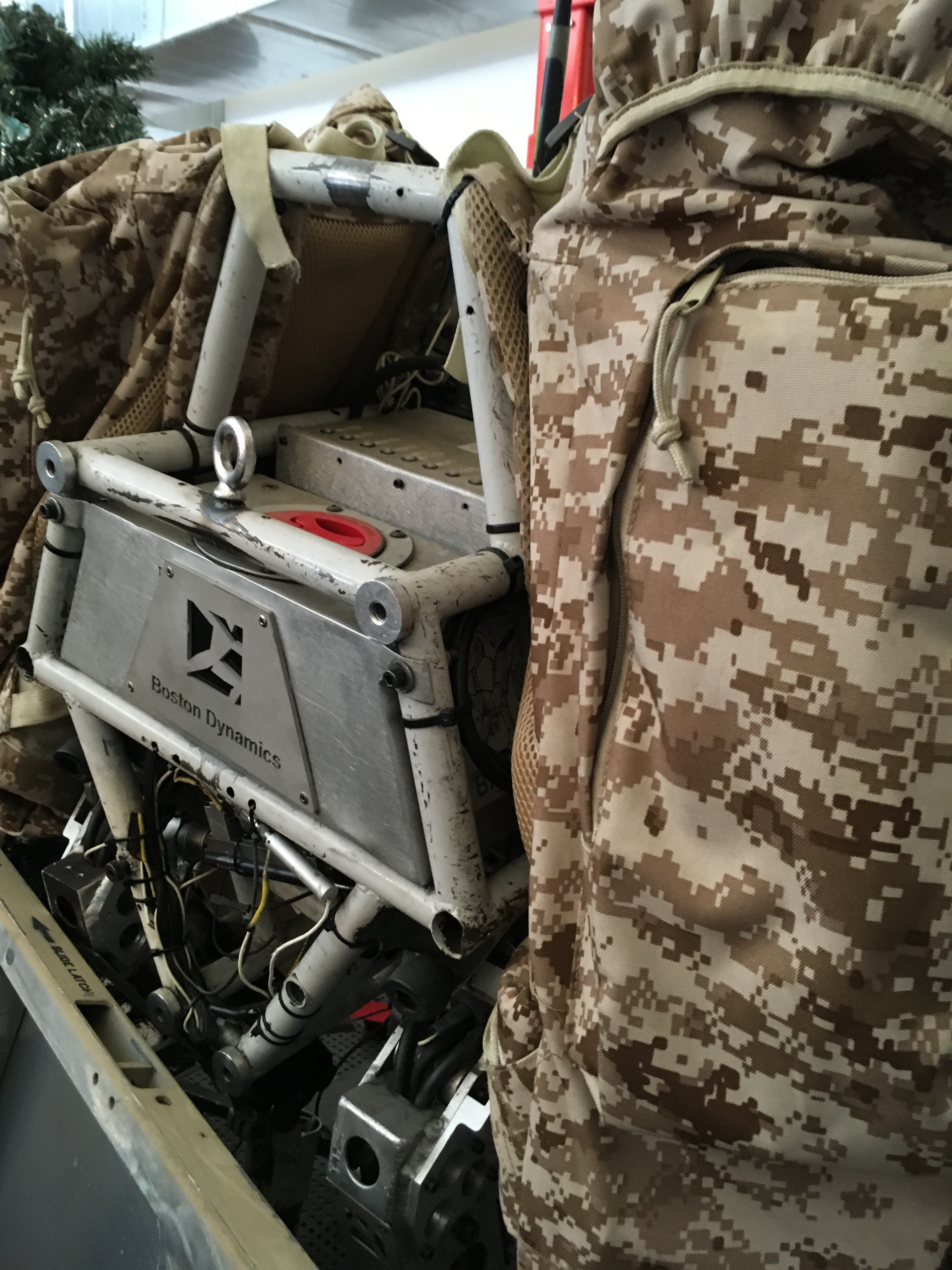
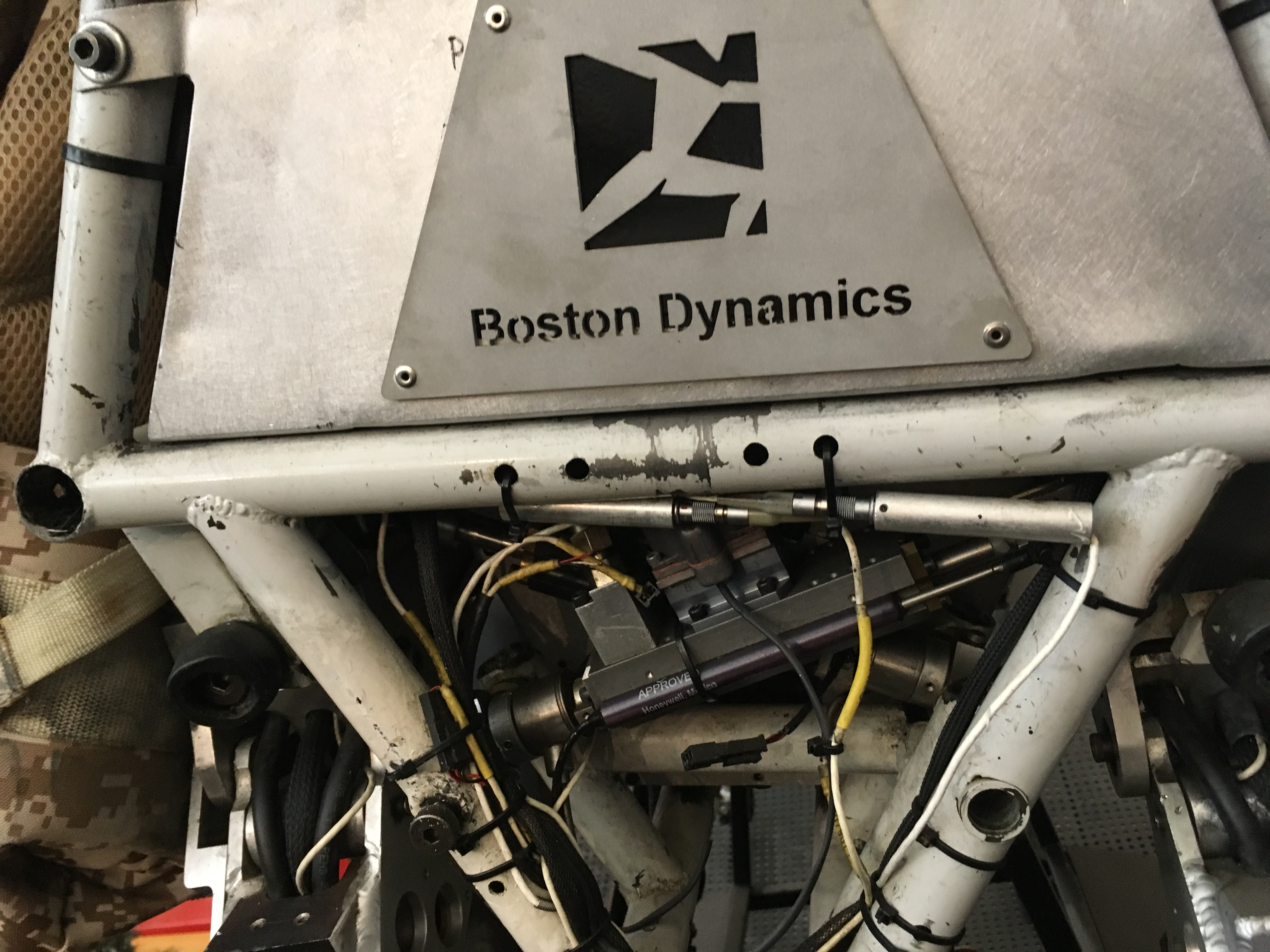
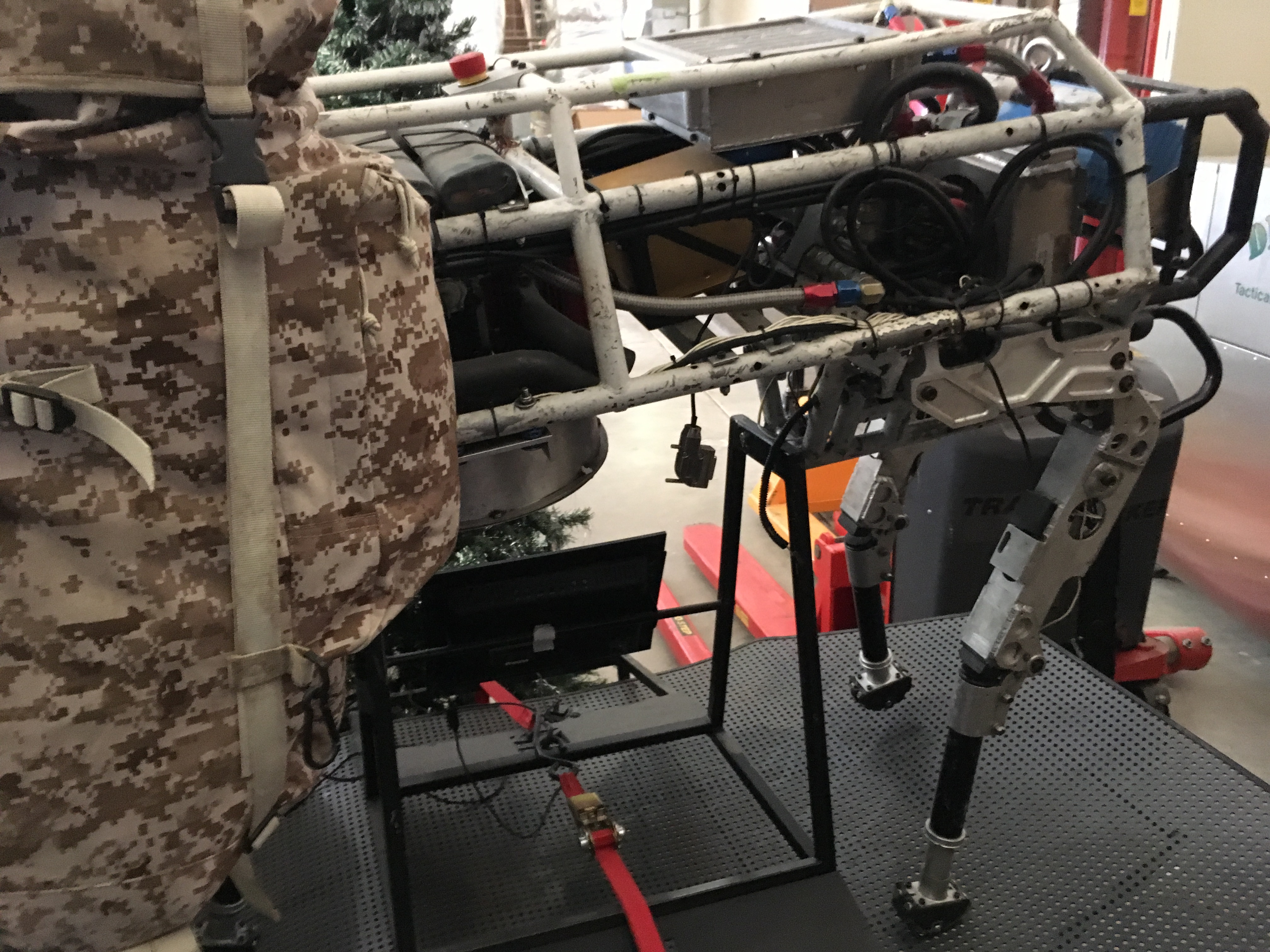
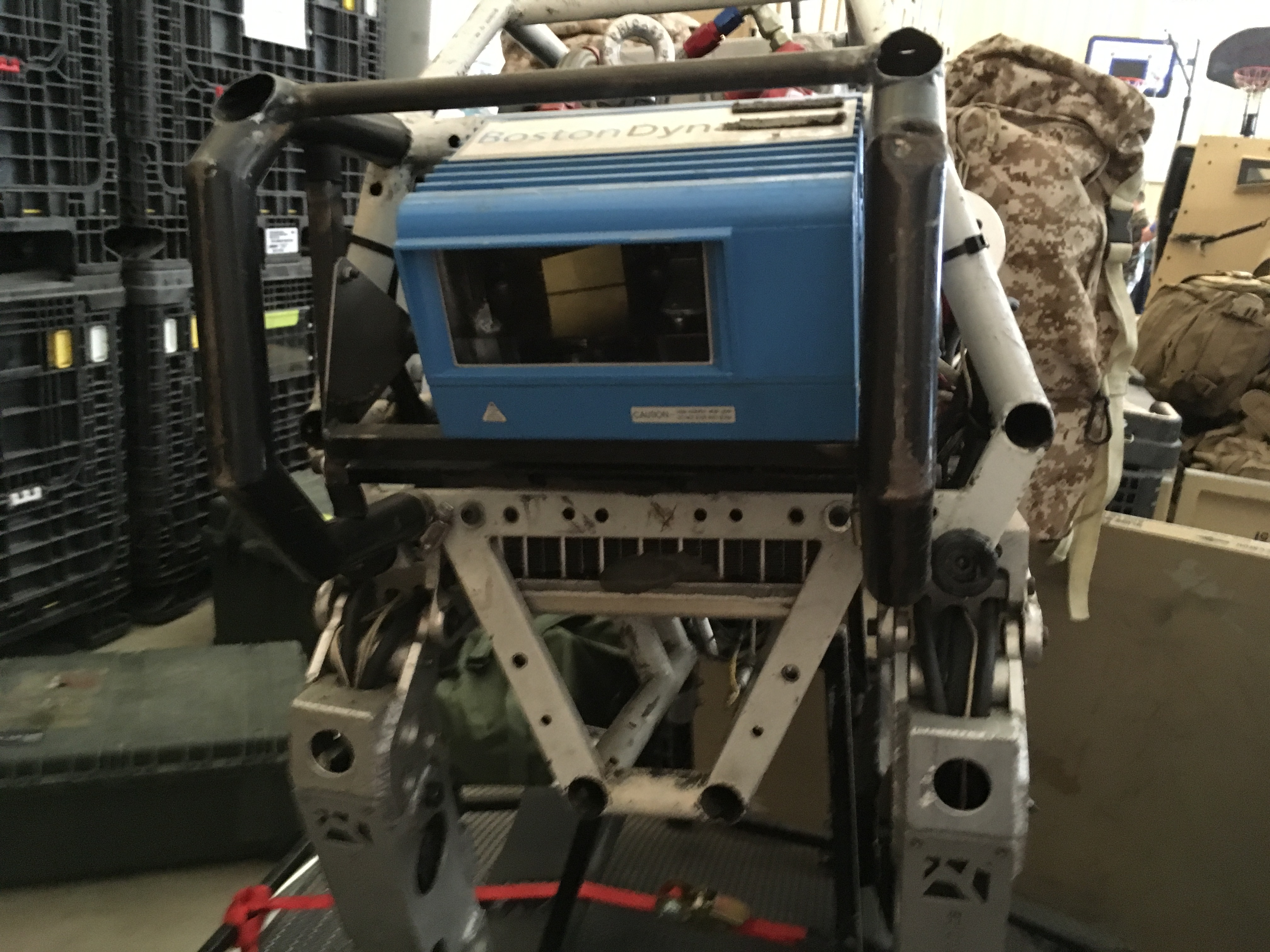
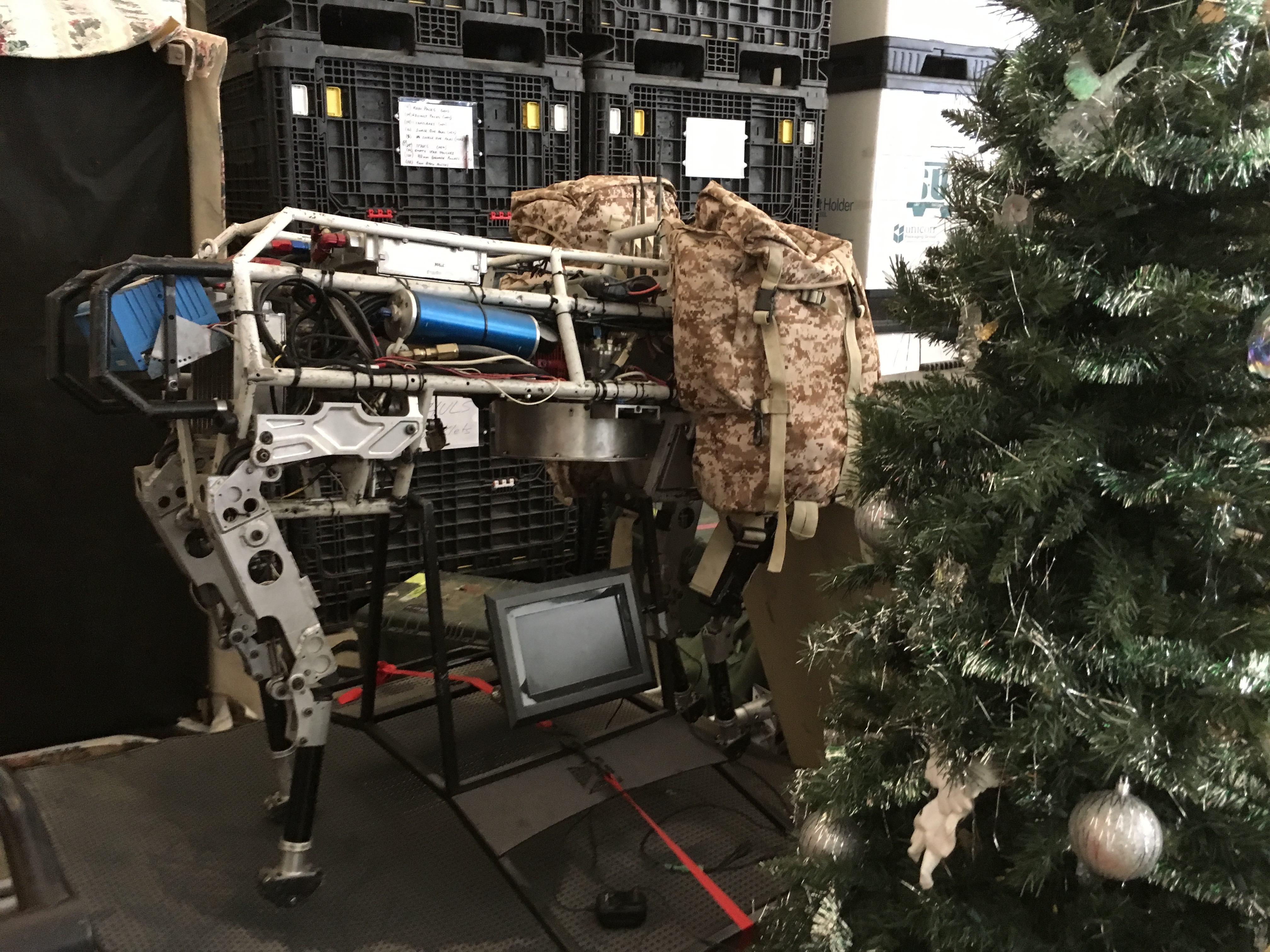

## Source
- (en) Cet article est partiellement ou en totalité issu de l’article de Wikipédia en anglais intitulé « BigDog » (voir la liste des auteurs).